# Bataille d'Autossee
Guerre Creek
Batailles
Guerre Creek :
- Burnt Corn
- Fort Mims
- Bashi Skirmish (en)
- Tallushatchee
- Talladega
- Canoe Fight (en)
- Autossee
- Holy Ground
- Calebee Creek
- Emuckfaw et Enotachopo Creek (en)
- Horseshoe Bend

La bataille d'Autossee est un affrontement de la guerre Creek qui eut lieu le 29 novembre 1813 près de la ville actuelle de Shorter en Alabama. Environ 900 miliciens de Géorgie commandés par le général John Floyd et environ 450 Creeks alliés aux États-Unis menés par William McIntosh attaquèrent et détruisirent les villages creeks d'Autossee et de Tallassee, tuant environ 200 Red Sticks au cours de la bataille.